# Desmatelesia repens
Desmatelesia repens är en mossdjursart som beskrevs av Gontar 2009. Desmatelesia repens ingår i släktet Desmatelesia och familjen Plagioeciidae. Inga underarter finns listade i Catalogue of Life.